# Dinipponaphis autumna
Dinipponaphis autumna är en insektsart. Dinipponaphis autumna ingår i släktet Dinipponaphis och familjen långrörsbladlöss. Inga underarter finns listade i Catalogue of Life.